# Sillustani
Sillustani es un complejo funerario en el que se puede ver una serie de impresionantes tumbas pertenecientes a la cultura Colla (1200—1450) que se desarrolló en la parte norte de la península del lago Umayo, en la localidad conocida como Hatuncolla, a 33 km de la ciudad Puno. Las tumbas, llamadas chullpas, tienen forma de troncos de cono invertidos, son construcciones que en menor número se encuentran también en varios otros locales del altiplano, como Acora o Ilave.

## Etimología

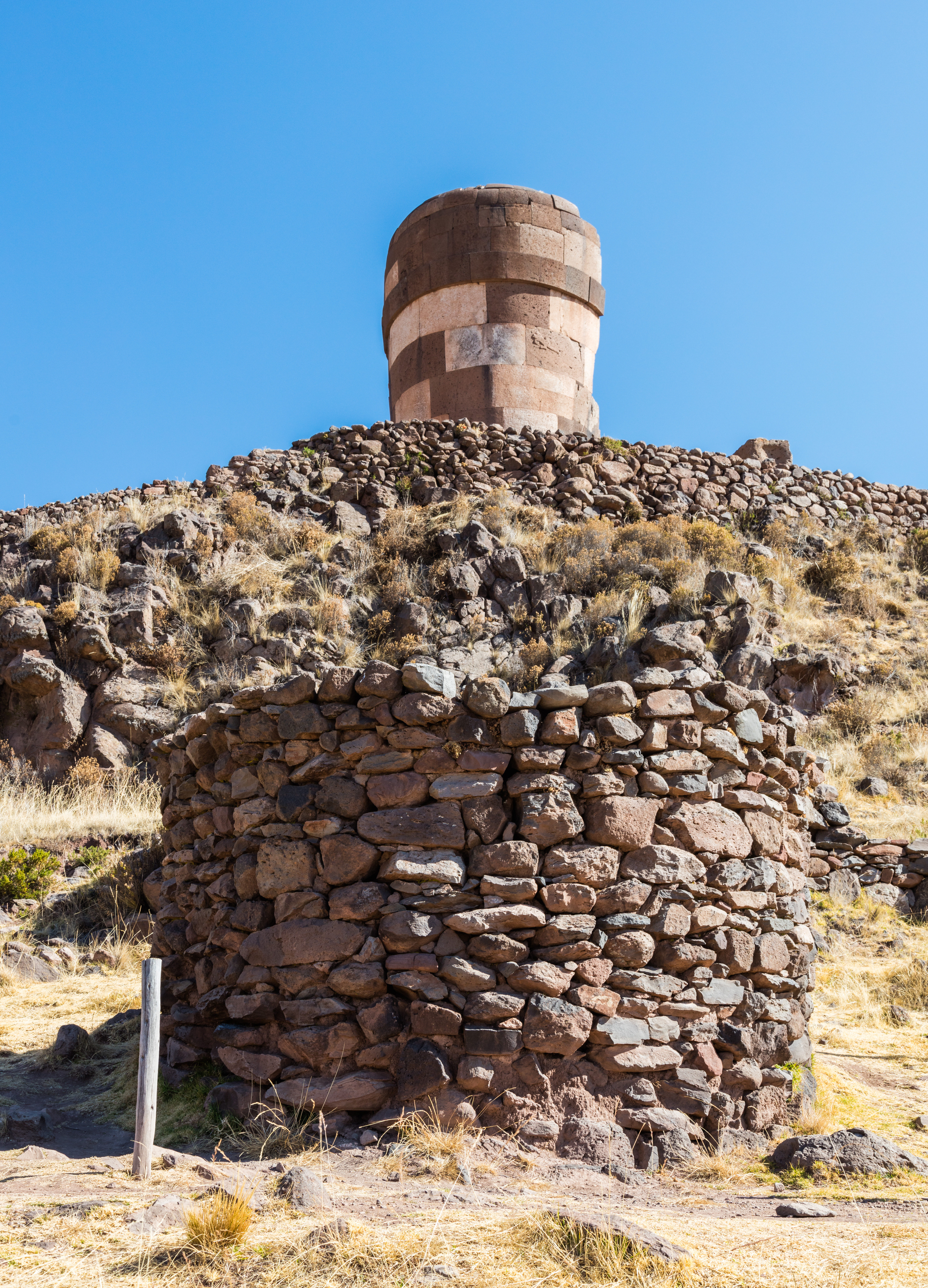
Chullpas, la superior de la época Inca, la inferior de la época Tiahuanaco.

El nombre Sillustani proviene de las palabras sillus (uña) y llustani (resbaladero). La traducción literal sería entonces resbaladero de uñas, quizás haciendo referencia a que la unión entre los bloques externos de las chullpas no permite ni el pasaje de una uña.

## Descripción

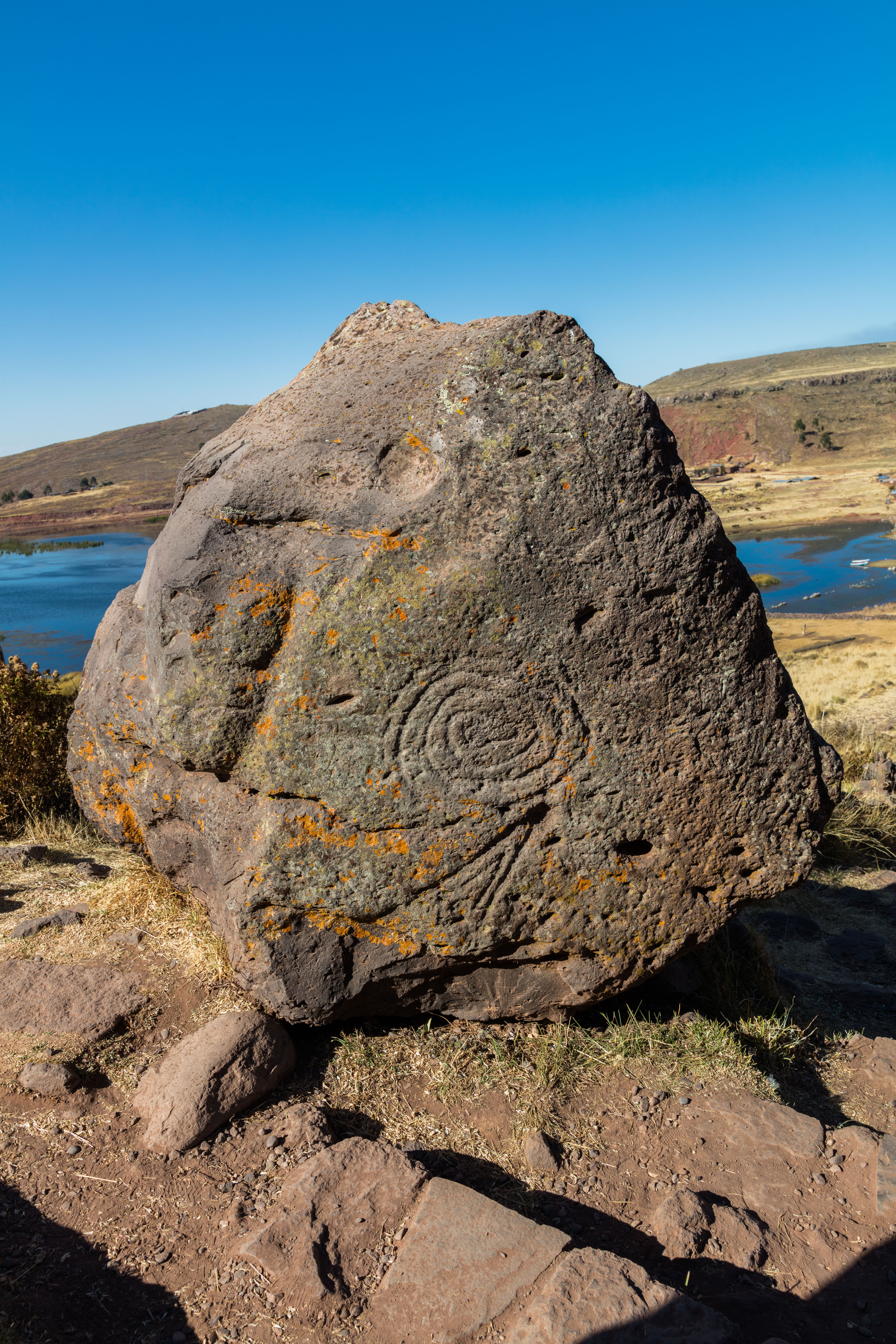
Petroglifo en Sillustani.

Antes de ser colocado en la Chullpa, el cadáver era momificado en posición fetal. Conjuntamente con la momia se colocaban sus pertenencias, en algunos casos objetos de oro y plata, utensilios de cerámica y alimentos, puesto que las creencias decían que después de la muerte resucitarían en otra parte donde habrán de comer y beber a voluntad, como antes de morir.
Se observan diferentes tipos de entierros, desde los más rústicos, Pre-Incas, hasta los mausoleos más sofisticados, con piedras de muchos ángulos perfectamente encajados en la parte externa.
Entre las principales características de estas construcciones funerarias se destacan: 
- Una entrada, siempre dirigida hacia el Este, que servía para la comunicación del espíritu del difunto con el dios sol. La entrada es siempre demasiado pequeña para que a través de ella se haya podido introducir el fardo funerario. Se considera que el fardo era introducido en la bóveda, antes de ser cerrada.
- La cámara mortuaria abovedada formada con piedras de pequeñas dimensiones. Estas piedras no son labradas.
- Revestimiento exterior con bloques de piedras labradas de grandes dimensiones, perfectamente encajadas unas en otras sellando el exterior sin necesidad de argamasa. Internamente, como se puede observar en las fotos, los bloques de piedra son apuntalados y apoyados por medio de piedras más pequeñas. Lateralmente, los bloques de piedra del recubrimiento exterior presentan hendiduras y protuberancias para permitir una cierta flexibilidad de la estructura, como un todo, frente a los sismos.
- La parte superior de las chullpas, de la época incaica, presentan una hilera sobresaliente, formando la cornisa que adorna la chullpa. Algunas piedras presentan bajorrelieves representando principalmente lagartos y culebras. Otras piedras exteriores presentan, a semejanza de las que también se observan en Ollantaytambo, protuberancias, quizás utilizadas para su manipulación.